# 阿斯顿·马丁车队
阿斯顿·马丁F1车队（英語：Aston Martin Aramco F1 Team），全名阿斯顿·马丁阿美F1车队（英語：Aston Martin Aramco F1 Team），是由英国阿斯顿·马丁大奖赛有限公司运营的一级方程式锦标赛车队，总部设在英国银石。
2020年1月，赛点车队拥有者劳伦斯·斯托尔宣布以1.82亿英镑收购阿斯顿·马丁的16.7%股份，成为阿斯顿·马丁的最大股东和执行董事长，收购完成后，赛点车队即宣布，2021赛季起赛点车队更名为「阿斯顿·马丁车队」。
阿斯顿·马丁曾在1959年至1960年与英国机械公司大卫·布朗公司合作，使用自己研发的引擎参加过6场大奖赛，其中5次成功起跑，未能获得积分。2008年及2010年，阿斯顿·马丁均有以自身名称回归F1组建车队的计划，但均未能成行；而2016年至2020年，阿斯顿·马丁曾作为红牛车队的赞助商出现在F1赛场，也与红牛先进技术公司一道研发了名为「阿斯顿·马丁女武神」的超级跑车，但并未以制造商身份参加比赛或提供引擎。
從2026年賽季起，本田將成為阿斯顿·马丁车队的動力單元供應商。

## 历史

### 与英国大卫·布朗公司的合作（1959-1960）

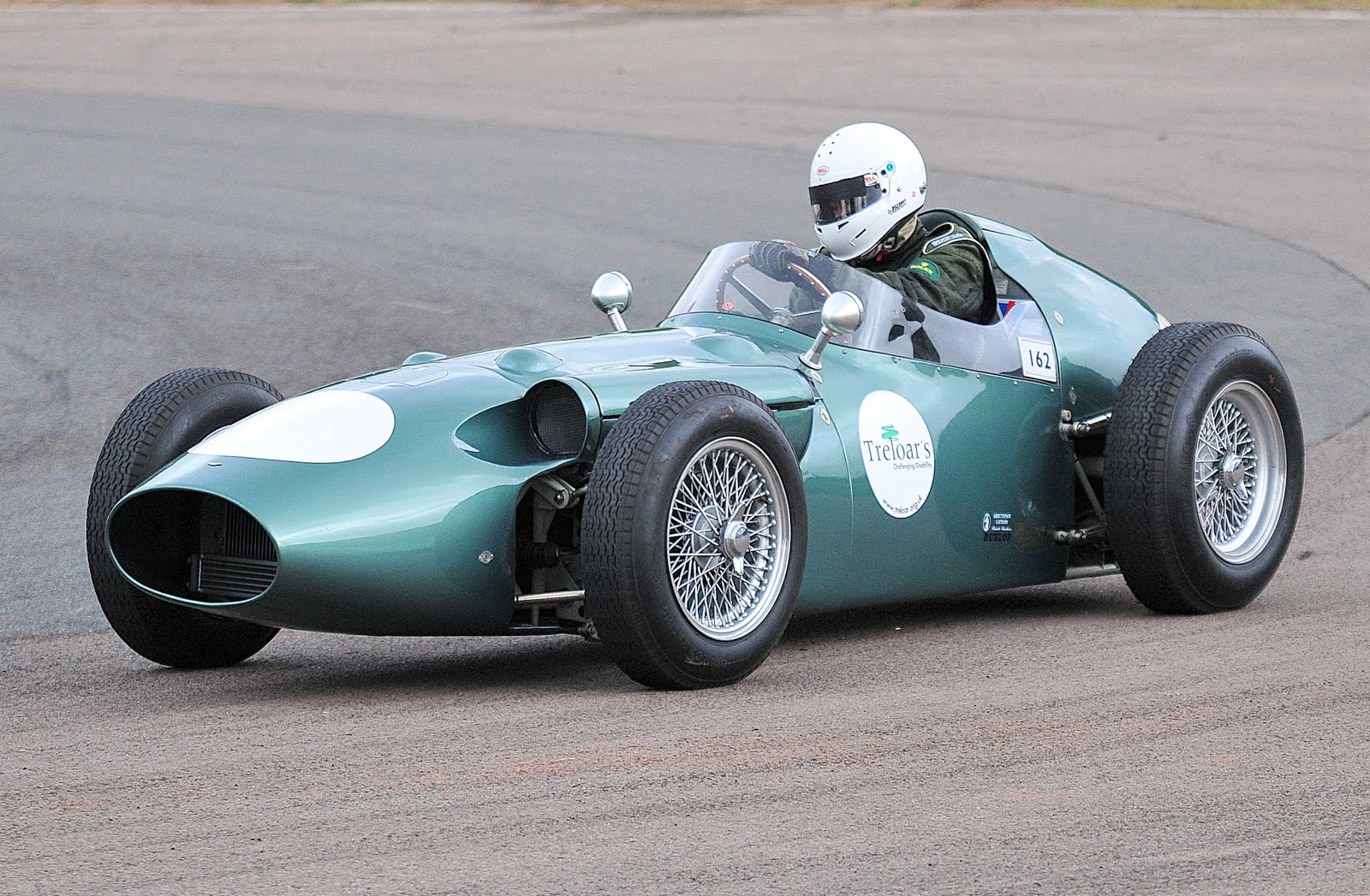
正在赛道上展示的阿斯顿·马丁DBR4赛车

阿斯顿·马丁在1959年与英国大卫·布朗公司合作，首次参加一级方程式赛事，当赛季所使用的DBR4赛车的制造及测试工作早在1957年便已开始，但由于阿斯顿·马丁将研发重心放在参加跑车赛事，并最终在1959年勒芒24小时耐力赛获胜的DBR1赛车，因此DBR4赛车的出赛进程遭到延误。阿斯顿·马丁希望通过DBR4赛车的研发，复制自己在耐力赛事上的成功。
1959年荷兰大奖赛上，DBR4赛车首次出现在一级方程式赛场，并由美国车手卡洛·谢尔比和英国车手罗伊·萨尔瓦多里驾驶。由于赛车本身已经是两年前研发的产物，因此谢尔比和萨尔瓦多里在只有15名车手参加的排位赛上仅取得第10位及第13位，正赛中两位车手的赛车也均因引擎问题退赛。隔一站进行的英国大奖赛上，DBR4赛车再次参赛，萨尔瓦多里为阿斯顿·马丁取得了排位赛第2名的成绩。正赛中，谢尔比的赛车先后两次遭遇点火磁电机故障，最终再次退赛，而萨尔瓦多里只以第6名完赛，未能取得积分。而在车队参加的第三场比赛葡萄牙大奖赛上，两台赛车并未遇到任何技术问题并顺利完赛，但两位车手只排名第6及第8位，未能取得积分。该赛季车队在意大利大奖赛上最后一次出赛，两台赛车的表现依旧挣扎，排位赛只名列第17位和第19位，正赛中萨尔瓦多里一度位列第7位，却因发动机故障退赛，而谢尔比则以第10名完赛，也导致阿斯顿·马丁及DBR4赛车以未能取得积分的成绩结束了这个赛季的比赛。
次年，阿斯顿·马丁研发了DBR5赛车赛车，与DBR4赛车相比重量更轻，并具有独立悬架。然而，DBR5赛车依然使用前置发动机，因此表现上并不如技术更加先进的后置发动机赛车。而在车队准备参加1960年荷兰大奖赛时，由于DBR5赛车未能及时达到参赛水准，因此阿斯顿·马丁只派出萨尔瓦多里一名车手使用旧车DBR4参赛，并在排位赛仅排名第18位。尽管萨尔瓦多里被允许参加正赛，但阿斯顿·马丁车队却被赛会告知无法得到参赛报酬，最终车队拒绝参加正赛。而在接下来的英国大奖赛上，车队做好了DBR5赛车的参赛准备，并由萨尔瓦多里和法国车手莫里斯·特兰蒂尼昂驾驶赛车参赛，但最终萨尔瓦多里因赛车转向问题退赛，特兰蒂尼昂以第11名完赛，落后比赛冠军5圈。
由于这一系列的糟糕表现，阿斯顿·马丁未能取得任何大奖赛积分，最终放弃了F1项目，并在此后的数十年内专注于跑车赛事，不再涉足单座方程式比赛。

### 潜在回归及赞助商（2008,2010,2016-2020）

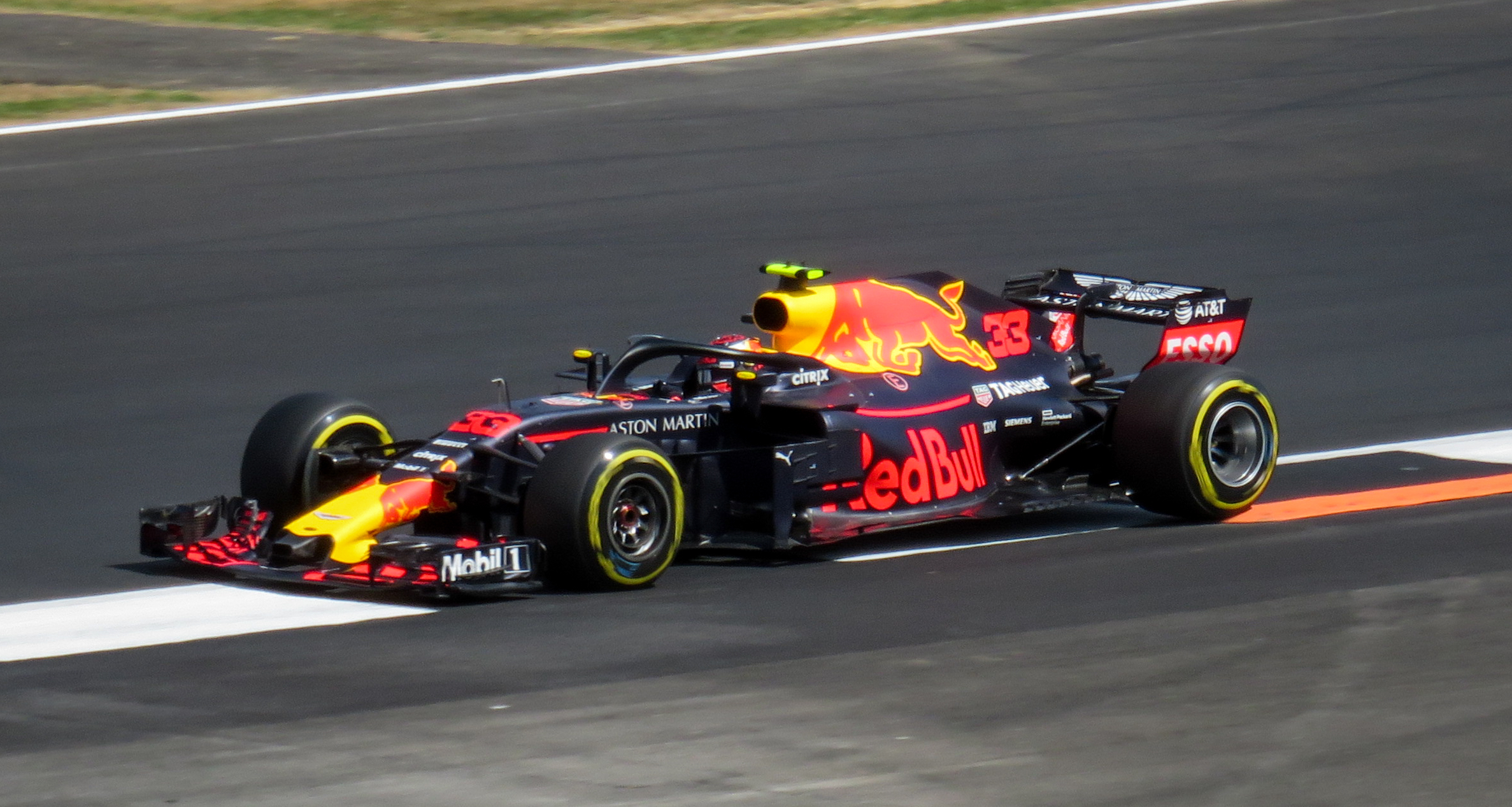
2018年英国大奖赛上由马克斯·维斯塔潘驾驶的红牛RB14赛车，阿斯顿·马丁的标志出现在赛车尾翼

2006年，时任阿斯顿·马丁主席兼普驱集团创始人大卫·理查兹以普驱车队的名义正式得到了国际汽联的参赛批准，这一车队一度出现在2008赛季F1的参赛名单之中 。由于大卫·理查兹担任阿斯顿·马丁主席的原因，一部分猜测认为阿斯顿·马丁可能借此回归F1赛事。对于这一猜测，理查兹明确表示，阿斯顿·马丁距离重回F1还有很长的路要走，并且提高竞争力的途径是与正在参加F1的车队合作，而不是将阿斯顿·马丁和普驱的资源进行重新组合并建立新车队。然而，由于威廉姆斯车队对普驱车队使用客户赛车的计划提出了法律挑战，大卫·理查兹于2007年11月23日宣布普驱车队将不会参加2008赛季的比赛，阿斯顿·马丁借新车队回归F1的首次计划失败。
2009年，大卫·理查兹再次宣布了于2010赛季重返F1比赛的计划，并向国际汽联递交了正式参赛申请，并且表示新车队可能使用阿斯顿·马丁的名称，然而这一计划未能得到国际汽联批准，阿斯顿·马丁也因此第二次未能回归F1赛场。
2016年3月17日，红牛车队宣布将与阿斯顿·马丁建立技术合作关系，同时阿斯顿·马丁成为红牛车队的赞助商，这也使得阿斯顿·马丁的标志时隔多年再次出现在F1赛场。2017年11月25日，红牛车队再次宣布，阿斯顿·马丁将于2018赛季起成为车队的冠名赞助商，车队全称因此改为“阿斯顿·马丁红牛车队”(Aston Martin Red Bull Racing)，阿斯顿·马丁也在这段冠名合作期间与红牛先进技术公司合作研发了阿斯顿·马丁女武神跑车。

### 阿斯顿·马丁F1车队（2021-今）

#### 车队更名（2020）
2020年1月，赛点车队拥有者劳伦斯·斯托尔以1.82亿英镑收购了阿斯顿·马丁的16.7%股份，成为阿斯顿·马丁的最大股东和执行董事长。随后，赛点车队即宣布，出于对阿斯顿·马丁品牌的推广需要，车队将于2021赛季起更名为阿斯顿·马丁F1车队，但车队仍然使用梅赛德斯提供的引擎，从而使赛点车队及前身印度力量车队自2009年起与梅赛德斯的合作得以长期持续。随着赛点车队的更名，阿斯顿·马丁也在2020赛季结束后不再成为红牛车队的冠名赞助商。
阿斯顿·马丁车队在更名后仍然留用赛点车队的原班底，同时继续使用赛点车队设于英国银石的总部，也是自1991年乔丹车队成立以来第6支使用前乔丹车队设于英国银石总部的车队。
而在车手方面，最初阿斯顿·马丁车队宣布将留用原赛点车队的两位车手兰斯·斯托尔及塞尔吉奥·佩雷兹.。但在2020年9月，佩雷兹宣布他与赛点车队的合同将提前两个赛季结束，而阿斯顿·马丁车队随后也宣布四届世界冠军塞巴斯蒂安·维特尔将由法拉利车队转投而来。

#### 2021赛季

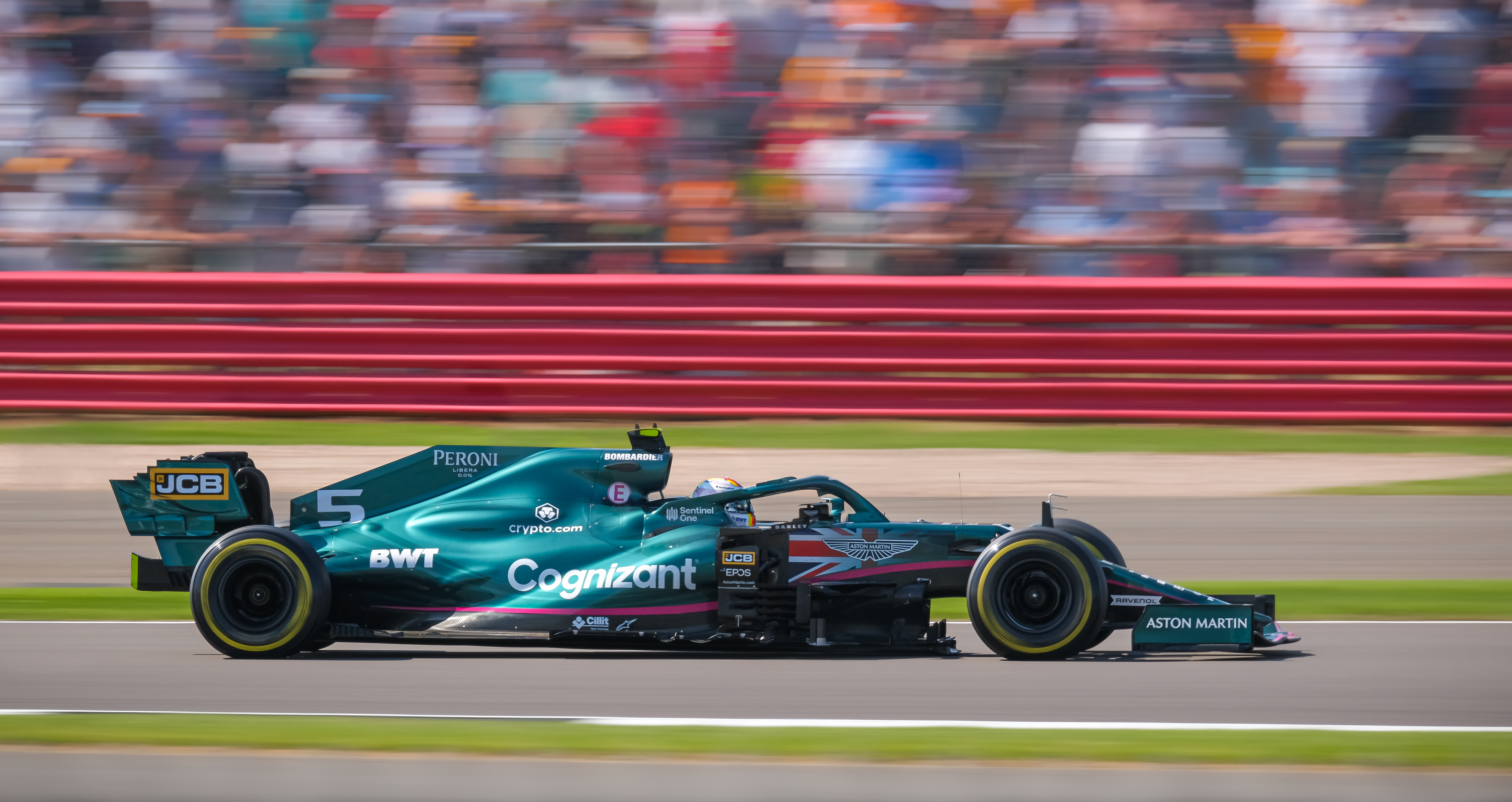
2021年英国大奖赛上驾驶阿斯顿·马丁AMR21赛车的塞巴斯蒂安·维特尔

2021年1月，阿斯顿·马丁车队公布了车队的新赛车涂装颜色及冠名赞助商，赛车的涂装将由此前四个赛季的倍世净水粉色涂装更改为象征英国赛车颜色的绿色涂装并进行现代化处理，这也是自2014赛季的卡特汉姆车队后再度有车队使用象征英国的绿色涂装，但赛车车身上仍然保留一条粉色装饰带以象征倍世净水对车队的赞助，车队的冠名赞助商同时由倍世净水更换为美国科技企业高知特，车队全称也因冠名赞助原因更改为“阿斯顿·马丁高知特F1车队”（Aston Martin Cognizant Formula One Team）。2021年3月，阿斯顿·马丁车队也发布了该赛季的新赛车AMR21，该赛车也是时隔61年后再度有F1赛车以阿斯顿·马丁的名义参加F1比赛。
该赛季阿斯顿·马丁车队的赛车表现平平，得分节奏上弱于前一个赛季。在2021年阿塞拜疆大奖赛上，维特尔取得亚军，为阿斯顿·马丁车队取得了更名后的首次领奖台完赛。而在匈牙利站上，维特尔再次取得亚军，却由于赛后车检时无法从赛车油箱提取足够数量的燃油而被取消成绩，车队最初曾对赛会的取消成绩决定提出上诉，但最终决定服从赛会判决并撤销上诉请求。斯托尔在全赛季的比赛中未能登上领奖台，最好成绩是在卡塔尔站取得的第6名。
最终，阿斯顿·马丁车队在更名后的首个赛季以77个积分排名车队积分榜第7位，排名较前一个赛季有所下降。但在2021年6月，时任车队领队奥特马尔·萨夫诺尔曾宣布车队雇员数量将由535人增加至800人，随后车队又于同年9月宣布在车队的银石总部建设一座37,000平方米，由三栋建筑连接的新工厂，该工厂预计于2023年启用。

#### 2022赛季
2021年9月，阿斯顿·马丁车队宣布2022赛季将沿用维特尔和斯托尔的车手阵容，而尼科·霍肯伯格将成为车队的预备兼测试车手。一个月后，前迈凯伦车队领队马丁·惠特马什加入阿斯顿·马丁高性能技术集团，并担任首席执行官，负责将阿斯顿·马丁车队的技术资源与阿斯顿·马丁现有的技术相结合。
2022年1月，曾为印度力量车队、赛点车队和阿斯顿·马丁车队效力12年的车队领队萨夫诺尔宣布离队，并于一个月后加盟Alpine车队担任车队领队。而在萨夫诺尔离队后，阿斯顿·马丁车队也宣布前宝马索伯车队总工程师、曾在保时捷WEC车队担任赛道工程负责人的邁克·克拉克由宝马汽车运动部转投而来，并担任新任车队领队。
2022年2月，阿斯顿·马丁车队发布了新赛季的AMR22赛车，同时宣布沙特阿美石油与车队签订了一份多年赞助合同，成为车队的联合冠名赞助商，而高知特也将继续成为车队的冠名赞助商，车队全名也因此更改为“阿斯顿·马丁沙特阿美高知特F1车队”（英語：Aston Martin Aramco Cognizant Formula One Team），曾赞助车队多年的倍世净水则转而成为Alpine车队的赞助商。
在赛季揭幕战巴林站前，维特尔的新冠肺炎检测结果呈阳性，因此霍肯伯格代替维特尔在巴林站出赛。一周后的沙特阿拉伯站上，由于维特尔尚未痊愈，霍肯伯格继续代打参赛，而维特尔直到澳大利亚站才重回赛场。然而，AMR22赛车的表现相较上赛季更为羸弱，车队在前三站比赛上均未能取得积分，霍肯伯格在代打的两场比赛中接近取得积分但均与积分区失之交臂，斯托尔则是卷入多次事故，而澳大利亚站重回赛场的维特尔又在整个比赛周末多次遭遇赛车故障，正赛也发生打转并撞车，导致退赛。而维特尔和斯托尔直到艾米利亚-罗马涅站才分别取得第8名和第10名，在该赛季首次取得积分。迈阿密站上，维特尔撞车退赛，而斯托尔则因费尔南多·阿隆索和丹尼尔·里卡多先后受罚而递补至第10位，取得1个积分。
车队在西班牙站带来了侧箱和底盘上的重大升级，但侧箱设计被认为抄袭了红牛RB18赛车的设计，随后国际汽联对阿斯顿·马丁的赛车进行调查，最终认为该次升级并非抄袭，进而符合技术规定。然而，升级后的赛车在其首站正赛中依然未能取得积分，维特尔和斯托尔分别只获得第11和第15位。
在匈牙利站开始前，车队车手维特尔宣布在赛季结束后将从一级方程式退役。而在匈牙利站结束后，阿斯顿·马丁宣布签下世界冠军费尔南多·阿隆索，他将在2023年加入车队参赛。

#### 2023赛季

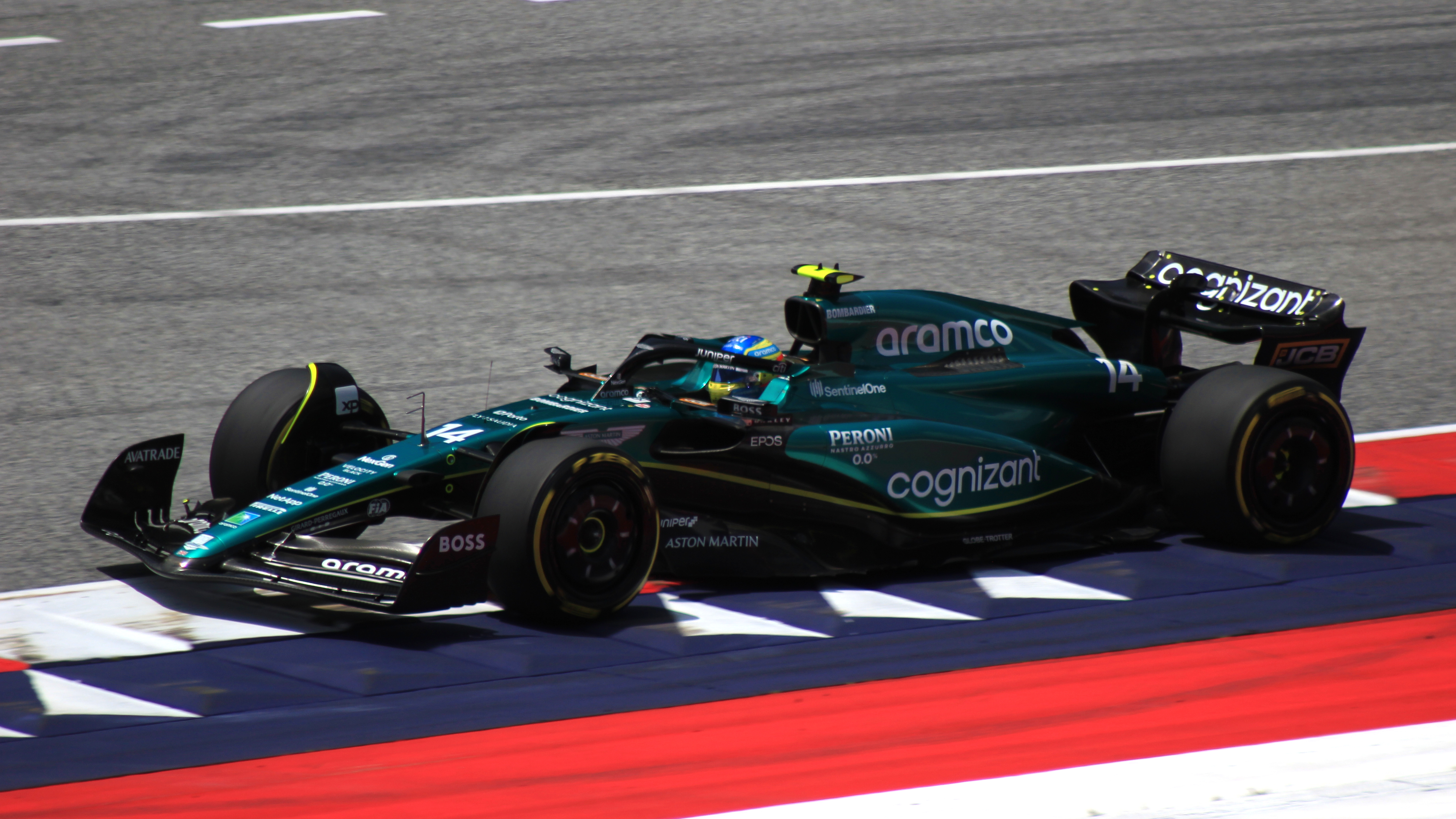
2023年奥地利大奖赛上驾驶阿斯顿·马丁AMR23赛车的费尔南多·阿隆索

阿斯顿·马丁的主力车手兰斯·斯托尔在季前训练时骨折，错过了季前测试。他的测试工作由车队后备车手费利佩·德鲁戈维奇完成。在季前测试中，阿斯顿马丁展现了令人惊喜的速度，受到了围场的关注。在开幕站巴林大奖赛的自由练习赛中，费尔南多·阿隆索获得第2、3节练习赛的榜首。
2023年5月，车队与本田宣布，日本制造商将再次以动力单元制造商的身份重返一级方程式，从2026年赛季开始，本田将成为阿斯顿马丁车队的动力单元提供方。

#### 2024赛季
2024年3月，车队宣布与前雷诺车队技术顾问鲍勃·贝尔签约，他将担任阿斯顿马丁车队的执行总监。4月，车队与阿隆索宣布续约，双方达成了一份新的多年合约。6月，车队与兰斯·斯托尔续约，双方也达成了一份新的多年合约。7月，车队宣布前梅赛德斯AMG高性能动力总成执行总监安迪·考威尔将加入车队担任集团首席执行官，接替马丁·惠特马什；他将于2024年10月1日上任。随后几天内，车队宣布与法拉利车队的前技术总监恩里科·卡尔迪莱签约，他将在花园假期结束后加入车队，担任车队的首席技术官。9月，车队宣布与F1传奇设计师亚德里安·纽维签约，他将于2025年3月加入车队，担任车队技术管理合伙人。11月，车队宣布技术总监丹·法洛斯将离开车队，但将继续在阿斯顿·马丁集团内任职。
2024年赛季，阿斯顿·马丁车队的AMR24未能延续上赛季初期的强劲竞争力，前10场比赛未登上过领奖台，而兰斯·斯托尔也仅有4次进入得分区完赛。

#### 2025赛季
2025年1月，车队宣布进行团队架构重组，车队领队邁克·克拉克被任命为首席赛道官，负责赛道团队；车队领队由安迪·考威尔兼任。

## F1賽季成績
(賽果底色示意列表)

P – 桿位

F – 最快圈速

* – 賽季進行中 

† –  車手未完成賽事，但已完成90%的原定賽程，因而有排名 

‡ –  由於未完成預定距離的75％，因此該場比賽只能獲得一半積分 

※ –  雙倍積分（僅採用一次：2014年阿布達比大獎賽）

### 2020年代
| 賽季   | 底盤  | 引擎                                | 輪胎 | 車手              | 1    | 2    | 3   | 4    | 5   | 6   | 7  | 8   | 9   | 10  | 11  | 12  | 13 | 14 | 15 | 16  | 17  | 18  | 19  | 20  | 21  | 22 | 23  | 24 | 積分 | 名次 |
| ------ | ----- | ----------------------------------- | ---- | ----------------- | ---- | ---- | --- | ---- | --- | --- | -- | --- | --- | --- | --- | --- | -- | -- | -- | --- | --- | --- | --- | --- | --- | -- | --- | -- | ---- | ---- |
| 2021   | AMR21 | 梅赛德斯 M12 E Performance 1.6 V6 t | P    |                   | 巴林 | 艾米 | 葡  | 西   | 摩  |     | 法 |     | 奥  | 英  | 匈  | 比‡ | 荷 |    | 俄 | 土  | 美  | 墨  | 聖  | 卡  | 沙  | 阿 |     |    | 77   | 第7  |
| 2021   | AMR21 | 梅赛德斯 M12 E Performance 1.6 V6 t | P    | 蘭斯·斯托爾       | 10   | 8    | 14  | 11   | 8   | Ret | 10 | 8   | 13  | 8   | Ret | 20  | 12 | 7  | 11 | 9   | 12  | 14  | Ret | 6   | 11  | 13 |     |    | 77   | 第7  |
| 2021   | AMR21 | 梅赛德斯 M12 E Performance 1.6 V6 t | P    | 塞巴斯蒂安·維特爾 | 15   | 15†  | 13  | 13   | 5   | 2   | 9  | 12  | 17† | Ret | DSQ | 5‡  | 13 | 12 | 12 | 18  | 10  | 7   | 11  | 10  | Ret | 11 |     |    | 77   | 第7  |
| 2022   | AMR22 | 梅赛德斯 M13 E Performance 1.6 V6 t | P    |                   | 巴林 | 沙   | 澳  | 艾米 | 邁  | 西  | 摩 |     | 加  | 英  | 奧  | 法  | 匈 | 比 | 荷 |     | 新  | 日  | 美  | 墨  | 聖  | 阿 |     |    | 55   | 第7  |
| 2022   | AMR22 | 梅赛德斯 M13 E Performance 1.6 V6 t | P    | 蘭斯·斯托爾       | 12   | 13   | 12  | 10   | 10  | 15  | 14 | 16† | 10  | 11  | 13  | 10  | 11 | 11 | 10 | Ret | 6   | 12  | Ret | 15  | 10  | 8  |     |    | 55   | 第7  |
| 2022   | AMR22 | 梅赛德斯 M13 E Performance 1.6 V6 t | P    | 塞巴斯蒂安·維特爾 |      |      | Ret | 8    | 17† | 11  | 10 | 6   | 12  | 9   | 17  | 11  | 10 | 8  | 14 | Ret | 8   | 6   | 8   | 14  | 11  | 10 |     |    | 55   | 第7  |
| 2022   | AMR22 | 梅赛德斯 M13 E Performance 1.6 V6 t | P    | 尼可拉斯·賀根堡   | 17   | 12   |     |      |     |     |    |     |     |     |     |     |    |    |    |     |     |     |     |     |     |    |     |    | 55   | 第7  |
| 2023   | AMR23 | 梅赛德斯 M14 E Performance 1.6 V6 t | P    |                   | 巴林 | 沙   | 澳  |      | 邁  | 摩  | 西 | 加  | 奧  | 英  | 匈  | 比  | 荷 |    | 新 | 日  | 卡  | 美  | 墨  | 聖  | 拉  | 阿 |     |    | 280  | 第5  |
| 2023   | AMR23 | 梅赛德斯 M14 E Performance 1.6 V6 t | P    | 費爾南多·阿隆索   | 3    | 3    | 3   | 4    | 3   | 2   | 7  | 2   | 5   | 7   | 9   | 5   | 2F | 9  | 15 | 8   | 6   | Ret | Ret | 3   | 9   | 7  |     |    | 280  | 第5  |
| 2023   | AMR23 | 梅赛德斯 M14 E Performance 1.6 V6 t | P    | 蘭斯·斯托爾       | 6    | Ret  | 4   | 7    | 12  | Ret | 6  | 9   | 9   | 14  | 10  | 9   | 11 | 16 | WD | Ret | 11  | 7   | 17† | 5   | 5   | 10 |     |    | 280  | 第5  |
| 2024   | AMR24 | 梅赛德斯 M15 E Performance 1.6 V6 t | P    |                   | 巴林 | 沙   | 澳  | 日   | 中  | 邁  |    | 摩  | 加  | 西  | 奧  | 英  | 匈 | 比 | 荷 |     |     | 新  | 美  | 墨  | 聖  | 拉 | 卡  | 阿 | 94   | 第5  |
| 2024   | AMR24 | 梅赛德斯 M15 E Performance 1.6 V6 t | P    | 费尔南多·阿隆索   | 9    | 5    | 8   | 6    | 7F  | 9   | 19 | 11  | 6   | 12  | 18F | 8   | 11 | 8  | 10 | 11  | 6   | 8   | 13  | Ret | 14  | 11 | 7   | 9  | 94   | 第5  |
| 2024   | AMR24 | 梅赛德斯 M15 E Performance 1.6 V6 t | P    | 兰斯·斯托尔       | 10   | Ret  | 6   | 12   | 15  | 17  | 9  | 14  | 7   | 14  | 13  | 7   | 10 | 11 | 13 | 19  | 19† | 14  | 15  | 11  | DNS | 15 | Ret | 14 | 94   | 第5  |
| 來源： |       |                                     |      |                   |      |      |     |      |     |     |    |     |     |     |     |     |    |    |    |     |     |     |     |     |     |    |     |    |      |      |